# Yak
|  | No s'ha de confondre amb Iac. |

El Yak és una flauta petita utilitzada verticalment, que té tres forats i es fa servir en la música de la cort. Es tracta d'un instrument de vent, un petit instrument entallat, que va ser importat de la Xina el 1116 (l'onzè any del període King Yejoing de Goryeo). També és conegut com a wiyak, ja que antigament era de canya. Actualment està fet de bambú groc espès.
El yak té només tres forats, però pot reproduir els 12 tons diferents. Originalment, un instrument utilitzat en l'"aak" xinès, el yak va arribar a Corea durant la dinastia Koryo i va ser utilitzat durant l'actuació dels balls culturals. El yak es va formar originalment a partir d'una planta de canya, però ara està construït principalment de fusta. Avui, el yak s'utilitza en l'execució dels rituals del Santuari de Confuci. A causa d'aquestes dificultats de digitació, només s'utilitza per a música molt lenta sense notes de gràcia. Actualment, s'utilitza com a eina de ball i la música per a rituals ancestrals d'erudits.